# Sotir Kolea
Sotir Kolea (ur. 4 września 1872 w Beracie, zm. 3 lipca 1945 w Elbasanie) – albański leksykograf, folklorysta, publicysta, działacz narodowy, dyrektor Biblioteki Narodowej Albanii w latach 1928-1937.

## Życiorys

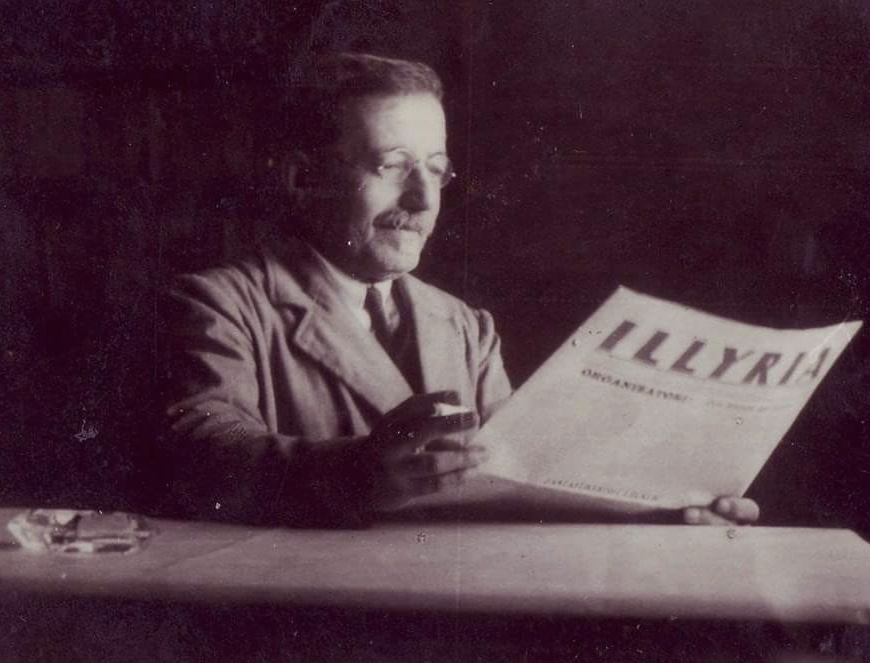
Sotir Kolea (lata 30. XX w.)

W 1881 roku zamieszkał w Manastirze u swojego wuja Ilii Kolei, gdzie uczył się w greckiej szkole; po jej ukończeniu pracował w branży tytoniowej w Ochrydzie. W latach 1899–1902 mieszkał w Dramie oraz w Kawali, pracując tam jako nauczyciel języka albańskiego.
W 1909 roku wyjechałdo Aleksandrii, gdzie przez kilka lat kontynuował pracę w przemyśle tytoniowym. W 1911 roku został wybrany sekretarzem działającego w Egipcie albańskiego stowarzyszenia patriotycznego Bashkimi, a w latach 1912-1920 zaangażował się w działalność narodową; był jednym z organizatorów kongresu w Trieście w 1913 roku oraz wziął udział w konferencji londyńskiej.
Wyjechał do Lozanny, gdzie kierował francuskojęzycznym czasopismem L'Albanie, które wydawał do 1919 roku; udzielał się następnie w czasopismach Besa, Dielli, Leka oraz Shekulli i Ri. W latach 20. mieszkał na Madagaskarze i w Marsylii.
W roku 1928 przybył do Albanii na wezwanie władz, mianowano go dyrektorem Biblioteki Narodowej Albanii i pełnił tę funkcję do stycznia 1937 roku, kiedy to został zwolniony przez ówczesnego ministra oświaty Faika Shatku, sam Kolea przeszedł na emeryturę. W tym okresie liczba pozycji w bibliotece zwiększyła się z 4 tys. do 18 tys., między innymi w 1929 roku niemiecki językoznawca Gustav Weigand przekazał bibliotece około 100 zbiorów z okresu od XVI do XIX wieku, a dwa lata później biblioteka otrzymała ponad 2,3 tys. innych zbiorów, na które składały się między innymi czasopisma.
Osiadł w Elbasanie, gdzie poświęcił się folklorowi; opracował słowniki grecko-albański oraz nieopublikowany francusko-albański. W 1943 roku został wybrany członkiem Królewskiego Instytutu Studiów Albańskich.
Znał języki grecki, turecki, łaciński, francuski, bułgarski, włoski, rumuński, hiszpański, angielski, arabski i malgaski.

## Prace
- Një tufë proverba (1944)[7][4][1][2]

## Odznaczenia
W 2002 roku został pośmiertnie odznaczony przez prezydenta Albanii Alfreda Moisiu Złotym Orderem Naima Frashëriego.

## Życie prywatne
Najstarszy syn radcy prawnego Krista Kolei.